# 경제와 사회

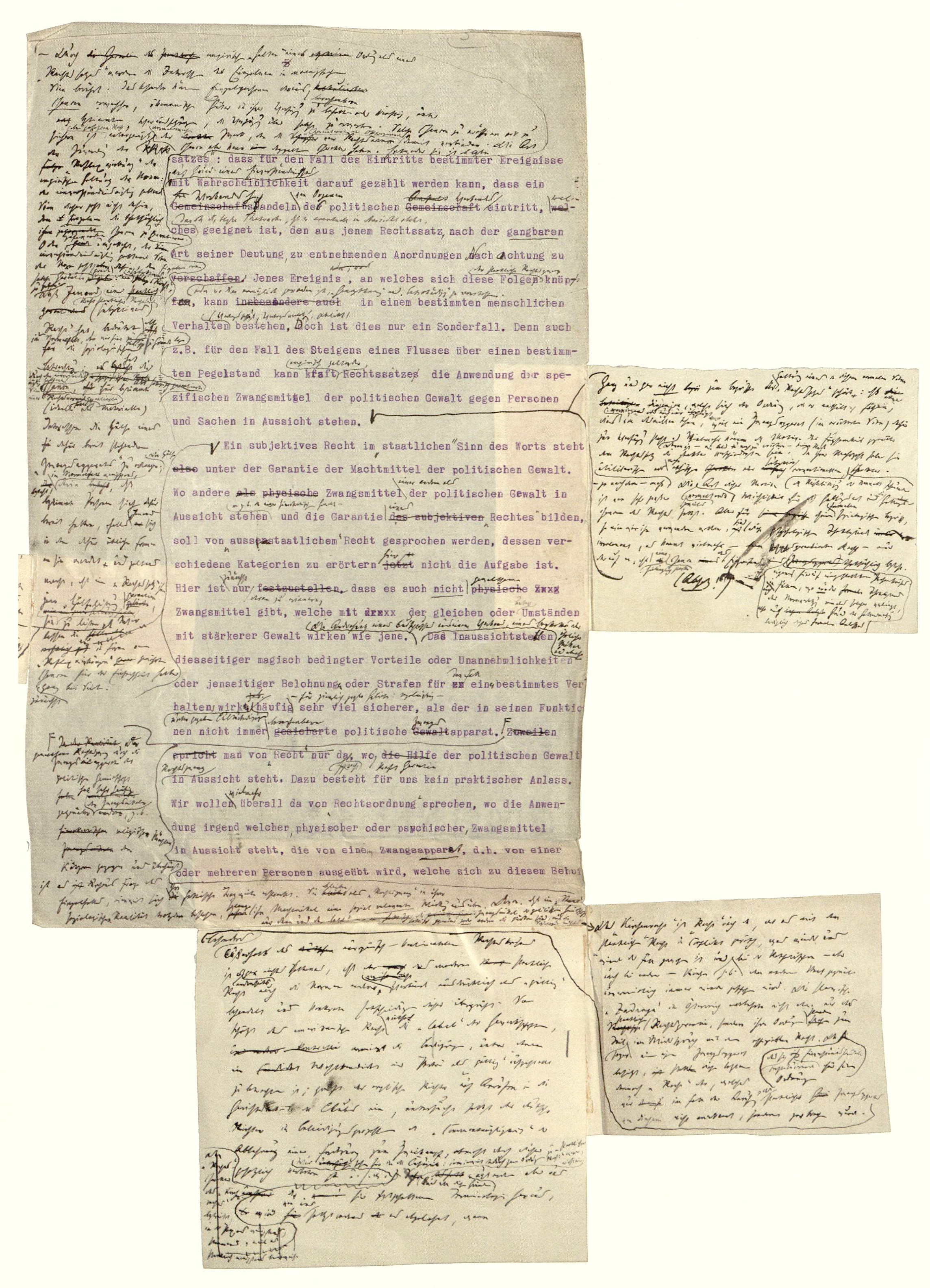

《경제와 사회》(Wirtschaft und Gesellschaft)는 사회학자 막스 베버의 저서로 그의 사후 1922년 아내 마리안 베버에 의해 출판됐다. 개신교 윤리와 자본주의 정신과 더불어 베버의 가장 중요한 저서들 중 하나로 여겨지며 종교, 경제학, 정치학, 행정학, 사회학 등을 포함한 다양한 주제들을 다룬다. 1968년 영어로 번역됐다. 1998년 국제사회학협회는 이 책을 20세기의 가장 중요한 사회학 저서에 포함했다.